# Мінько Микола Григорович
Мико́ла Григо́рович Мінько́ (9 березня 1902 — 15 грудня 1937) — український письменник, жертва червоного терору.

## Життєпис
Народився 9 березня 1902 року у селі Минківка сучасного Валківського району на Харківщині в родині залізничного службовця. Згодом родина переїхала до Катеринослава, де батько працював на Катерининській залізниці. Протягом 1918—1921 років навчався в Катеринославській українській гімназії, учителями були Василь Біднов, Ілько Вирва, професор Петро Єфремов, художник Юрій Магалевський.
У липні 1919 вступив до повстанського загону на чолі з отаманом Трифоном Гладченком, перебував у ньому до грудня 1919-го. 1920 року стає членом української молодіжної організації «Юнацька спілка», навчався в інституті журналістики.
Протягом 1921—1922 років вчителював на Вінниччині, 1923-го вступив добровольцем до Червоної Армії. Дещо згодом повернувся до Катеринослава, жив у лівобережному передмісті Мануйлівці, яку 1926 приєднано до Катеринослава-Дніпропетровська.
Писати почав зі шкільних років, 1925 року створює повість «Манівцями», яку через 2 роки надрукували в часописі «Червоний шлях». Протягом 1920-1930-х написав декілька десятків оповідань, 1931-го — роман «Виселок в пилу», письменник показав побут юнаків й дівчат Донбасу. Цей роман вилучено як «шкідливий» і «наклепницький».
У повісті для дітей «Кокусники» (Дніпропетровськ, 1931) автор зобразив життя підлітків-збирачів коксу біля заводів Задніпров'я (премійована на всеукраїнському конкурсі дитячої книги). У співавторстві з В. Чигирином написав повість про комуну ім. Леніна (перша частина надрукована у журналі «Радянська література»). Наприкінці 1933 розпочав писати роман про колгоспне будівництво, про те, що відбувалося у селах 1932–33 років. Проте задуманого роману так і не написав, бо фальшивити він не міг, а тому — кількарічне творче мовчання.
1930 року журнал «Зоря» сповіщав, що Микола Мінько працює над романом про події революції в селах німців-меннонітів (опубліковано уривок "З «Долини танку смерти» в журналі «Зоря», 1933, № 1). Доля роману невідома.
Був членом Всеукраїнської спілки пролетарських письменників України, у 1934 належав до засновників Дніпропетровського відділення Спілки письменників України, працював літературним консультантом. Входив до складу редколегії, був відповідальним секретарем редакції дніпропетровського журналу «Зоря» (згодом — «Штурм»).
25 жовтня 1937 року заарештований. Протягом півтора місяців його катували, вимагали зізнання в приналежності до української націоналістичної терористичної організації, що він займався вербуванням повстанських терористичних кадрів. 15 грудня 1937 року розстріляний. Без батька лишився син Роман, 5 лютого 1943 року під час авіанальоту радянської авіації на Дніпропетровськ трагічно загинула і його дружина — Олена Шпота, українська письменниця та журналістка. Після завершення Другої світової війни більшовики репресували падчерку Миколи Мінька — Людмилу Пігулевську.
1962 року М. Мінько реабілітований посмертно.
2007 року у видавництві «Січ» у Дніпрі побачив світ том вибраного Миколи Мінька «Виселок у пилу», упорядником якого виступив Микола Чабан. Йому ж належить вступна стаття «Фальшивити він не вмів», покладена в основу нинішньої статті про письменника.